# Кошове (селище)
Кошове́ — селище в Україні, в Якимівській селищній громаді Мелітопольського району Запорізької області. Населення — 630 осіб. До 2017 року орган місцевого самоврядування — Горьківська сільська рада.

## Географія
Селище Кошове розташоване за 181 км від обласного центру, 57 км від районного центру та 34 км від  адміністративного центру селищної громади. Найближчі сусідні села: Михайлівське (0,5 км) та Степове (0,5 км). Селищем тече пересихаюжчий струмок з загатами.

## Історія
Селище засноване у 1932 році й перебувало у складі Якимівського району.
12 червня 2020 року, відповідно до розпорядження Кабінету Міністрів України № 713-р «Про визначення адміністративних центрів та затвердження територій територіальних громад Запорізької області», селище увійшло до складу Якимівської селищної громади.
19 липня 2020 року, в результаті адміністративно-територіальної реформи та ліквідації Якимівського району, селище увійшло до складу новоутвореного Мелітопольського району.
24 лютого 2022 року, під час російського вторгнення в Україну, селище тимчасово окуповане російськими військами.
22 червня 2023 року, рішенням Національної комісії зі стандартів державної мови, селище віднесено до списку населених пунктів, які «можуть не відповідати лексичним нормам української мови», зокрема стосуватися «російської імперської чи колоніальної політики». Громаді рекомендовано обґрунтувати доцільність збереження поточної назви або  запропонувати нову назву в установленому законодавством порядку.
10 квітня 2024 року Комітет Верховної Ради України з питань організації державної влади, місцевого самоврядування, регіонального розвитку та містобудування підтримав перейменування селища на Солодке.
18 вересня 2024 року, відповідно з постановою Верховної Ради України № 12043, ухвалено рішення про перейменування селища Максима Горького на Кошове.

## Населення
За даними перепису населення 2001 року, в селищі мешкало 630 осіб.

## Мова
Мовний склад населення селища:
| Мова       | Кількість осіб | Відсоток |
| ---------- | -------------- | -------- |
| українська | 456            | 72,38    |
| російська  | 170            | 26,98    |
| білоруська | 1              | 0,16     |
| гагаузька  | 2              | 0,32     |

## Об'єкти соціальної сфери
- Середня загальноосвітня школа. Директор — Г. Д. Доротюк[8]. Футбольна команда школи під керівництвом тренера Олександра Рижика брала участь у Всеукраїнських фінальних змаганнях серед сільських шкіл[9].